# Rio Bananal
Rio Bananal is een gemeente in de Braziliaanse deelstaat Espírito Santo. De gemeente telt 17.247 inwoners (schatting 2009).